# Сен-Пьер-де-Бресьё
Сен-Пьер-де-Бресьё (фр. Saint-Pierre-de-Bressieux) — коммуна во Франции, находится в регионе Рона — Альпы. Департамент коммуны — Изер. Входит в состав кантона Сент-Этьенн-де-Сен-Жуар. Округ коммуны — Гренобль.
Код INSEE коммуны — 38440. Население коммуны на 1999 год составляло 627 человек. Населённый пункт находится на высоте от 378 до 723 метров над уровнем моря. Муниципалитет расположен на расстоянии около 460 км юго-восточнее Парижа, 65 км юго-восточнее Лиона, 38 км западнее Гренобля. Мэр коммуны — Ивон Карра, мандат действует на протяжении 2008—2014 гг.
Динамика населения (INSEE):